# The Dark Road
The Dark Road er en amerikansk stumfilm fra 1917 af Charles Miller.

## Medvirkende
- Dorothy Dalton som Cleo Morrison
- Robert McKim som Carlos Costa
- Jack Livingston som James Morrison
- John Gilbert som Cedric Constable
- Walt Whitman som Sir John Constable